# Steampacket II
Steampacket var ett svenskt popband som bildades 1965. 
Medlemmarna i bandet var vid bildandet elever vid Solbacka läroverk i Stjärnhov. Dessa var Rolf Scherrer (sång, gitarr), Mikael Ramel (sång, gitarr), Staffan Winbergh (trummor) och Stefan Ekeström (bas). Anders Nord (orgel) tillkom något senare och Ekeström ersattes hösten 1966 av Per Bruun. De kom att ge ut åtta singlar. Efter att fått höra talas om det brittiska bandet Steampacket, i vilket bland andra Rod Stewart ingick, kallade sig bandet i Sverige Steampacket II, medan de i Storbritannien kallade sig The Longboatmen.
Efter att Steampacket upplösts inriktade sig Ramel på en solokarriär, medan Bruun anslöt sig till Fläsket brinner och Scherrer var en av de ursprungliga medlemmarna i Kebnekajse.

## Diskografi
- 1965 – I don't Care (R. Scherrer)/Love is a Special Thing (S. Winbergh, S. Forsell och M. Ramel), Knäppupp KN 4588
- 1966 – Midnight Hour (Picket – Cropper)/You Just Gotta Know My Mind (Donovan), Knäppupp KN 4590
- 1966 – Take her any Time (M. Ramel)/Only in Her Home Town (Fred Lloyd), Polydor NH 59725
- 1967 – Bara ett par dar/Bort en bit (Text och musik: M. Ramel), Knäppupp KN 4591
- 1967 – Viva l'amour (M. Barkan – V. Millrose)/Trouble and Tea (M. d'Abo), Polydor NH 59733
- 1967 – En värld av visioner (G. Bonner – A. Gordon – R. Lydén)/Bi-ba-di-do-da (J. Sebastian – I. Tunevik), Polydor NH 59739-ST
- 1967 – She's Down (M. Ramel)/Baby you've got It (McAllister – Vaid), Knäppupp KN 4600
- 1968 – Fruitseller Oldman's Song (M. Ramel – S. Winbergh)/Blue Bird (Steven Stills), Knäppupp KN 4603